# Bradea montana
Bradea montana é uma espécie de  planta do grupo Bradea.

## Taxonomia
A espécie foi decrita em 1949 por Alexander Curt Brade.

## Forma de vida
É uma espécie rupícola e arbustiva.
Bradea montana possui uma sinflorescência congesta e folhas revolutas, sendo bem distinta de outras espécies do gênero.

## Conservação
A espécie faz parte da Lista Vermelha das espécies ameaçadas do estado do Espírito Santo, no sudeste do Brasil.

## Distribuição
A espécie é endêmica do Brasil e encontrada no estados brasileiro do Espírito Santo A espécie é encontrada no domínio fitogeográfico de Mata Atlântica, em regiões com vegetação sobre afloramentos rochosos.
Foi descrita no Parque Estadual da Pedra Azul, em Domingos Martins e no Parque Estadual do Forno Grande, em Castelo, ambos no Espírito Santo.